# CABYR
CABYR (англ. Calcium binding tyrosine phosphorylation regulated) – білок, який кодується однойменним геном, розташованим у людей на короткому плечі 18-ї хромосоми. Довжина поліпептидного ланцюга білка становить 493 амінокислот, а молекулярна маса — 52 774.
| 10         |  | 20         |  | 30         |  | 40         |  | 50         |
| ---------- |  | ---------- |  | ---------- |  | ---------- |  | ---------- |
| MISSKPRLVV |  | PYGLKTLLEG |  | ISRAVLKTNP |  | SNINQFAAAY |  | FQELTMYRGN |
| TTMDIKDLVK |  | QFHQIKVEKW |  | SEGTTPQKKL |  | ECLKEPGKTS |  | VESKVPTQME |
| KSTDTDEDNV |  | TRTEYSDKTT |  | QFPSVYAVPG |  | TEQTEAVGGL |  | SSKPATPKTT |
| TPPSSPPPTA |  | VSPEFAYVPA |  | DPAQLAAQML |  | GKVSSIHSDQ |  | SDVLMVDVAT |
| SMPVVIKEVP |  | SSEAAEDVMV |  | AAPLVCSGKV |  | LEVQVVNQTS |  | VHVDLGSQPK |
| ENEAEPSTAS |  | SVPLQDEQEP |  | PAYDQAPEVT |  | LQADIEVMST |  | VHISSVYNDV |
| PVTEGVVYIE |  | QLPEQIVIPF |  | TDQVACLKEN |  | EQSKENEQSP |  | RVSPKSVVEK |
| TTSGMSKKSV |  | ESVKLAQLEE |  | NAKYSSVYME |  | AEATALLSDT |  | SLKGQPEVPA |
| QLLDAEGAIK |  | IGSEKSLHLE |  | VEITSIVSDN |  | TGQEESGENS |  | VPQEMEGKPV |
| LSGEAAEAVH |  | SGTSVKSSSG |  | PFPPAPEGLT |  | APEIEPEGES |  | TAE        |

A: Аланін

C: Цистеїн

D: Аспарагінова кислота

E: Глутамінова кислота

F: Фенілаланін

G: Гліцин

H: Гістидин

I: Ізолейцин

K: Лізин

L: Лейцин

M: Метіонін

N: Аспарагін

P: Пролін

Q: Глутамін

R: Аргінін

S: Серин

T: Треонін

V: Валін

W: Триптофан

Кодований геном білок за функцією належить до фосфопротеїнів. 
Задіяний у такому біологічному процесі, як альтернативний сплайсинг. 
Білок має сайт для зв'язування з іонами металів, іоном кальцію. 
Локалізований у цитоплазмі, цитоскелеті, ядрі, клітинних відростках, війках.